# 灵香假卫矛
灵香假卫矛（学名：Microtropis submembranacea）是卫矛科假卫矛属的植物，是中国的特有植物。分布于中国大陆的海南等地，生长于海拔1,000米的地区，多生于密林中，目前尚未由人工引种栽培。

## 异名
- Microtropis submembranacea Merr. et Freem. var. ovatifolia C. Y. Cheng et Kao